# Селест Хоум
Селест Хоум (енгл. Celeste Holm; Њујорк, 29. април 1917 — Њујорк, 15. јул 2012) била је америчка глумица, награђена Оскаром.

## Филмографија
| Улоге Селест Хоум |                      |               |       |          |
| Година            | Српски назив         | Изворни назив | Улога | Напомена |
| 1947.             | Џентлменски споразум |               |       |          |
| 1950.             | Све о Еви            |               |       |          |
| 1956.             | Високо друштво       |               |       |          |